# 5797 Bivoj
5797 Bivoj este o planetă minoră (asteroid), cu un diametru de 0,4 km, din Asteroid Amor. A fost descoperită pe 13 ianuarie 1980 la Observatorul Kleť de Antonín Mrkos. 
Obiectul prezintă o orbită caracterizată de o semiaxă mare de 1,8937646 UAi, o excentricitate de 0,444201, o înclinație de 4,18777 ° în raport cu ecliptica.